# دو جاسوس
دو جاسوس (به هندی: Do Jasoos) یا دو کارآگاه فیلمی محصول سال ۱۹۷۵ و به کارگردانی نارش کومار است. در این فیلم بازیگرانی همچون راج کاپور، راجندرا کومار، آریونا ایرانی، پریم چوپرا ایفای نقش کرده‌اند.